# St-Jean-Baptiste (Volkrange)

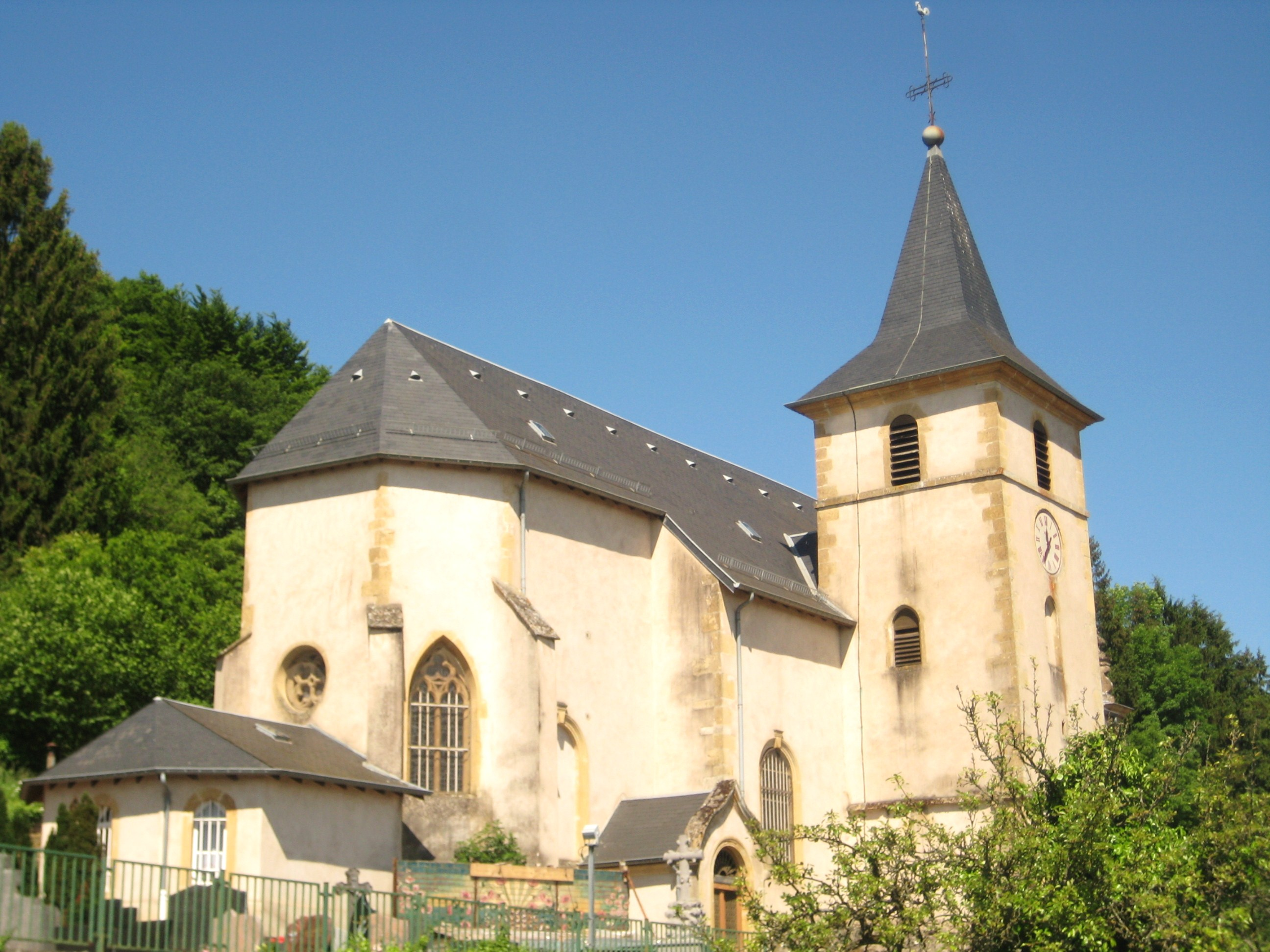
St-Jean-Baptiste

Die römisch-katholische Kirche St-Jean-Baptiste befindet sich in Volkrange, einem Ortsteil von Thionville im Departement Moselle in Frankreich. Die Kirche ist eingetragen im Verzeichnis des kulturellen Erbes in Frankreich.

## Geschichte
Eine Pfarrei Volkrange existierte bereits im 13. Jahrhundert. Von hier wurde um 1250 St-Pierre in Veymerange abgepfarrt. Die ältesten Teile der heutigen Kirche St-Jean-Baptiste gehen auf das 15. Jahrhundert zurück. Zunächst wurde eine kleine geostete Chorturmkirche errichtet. Für die Erweiterung der Kirche im Laufe des 16. Jahrhunderts im Stil der Spätgotik war durch die Hanglange nicht genügend Raum vorhanden, daher wurde ein größerer Chor in südlicher Ausrichtung errichtet und der Turm so zum Flankenturm. Das Kirchenschiff und die Nordfassade tragen die Jahreszahl 1723. Im 18. Jahrhundert erfolgte auch eine Erhöhung des Turmes. 1727 wurde St-Isidore in Elange Filialkirche von St-Jean-Baptiste.